# Isabel Rubio
María Isabel del Rosario Díaz (Guane, 8 de julio de 1837-Pinar del Río, 15 de febrero de 1898), conocida como Isabel Rubio, fue una mujer cubana, participante de diversas conspiraciones que buscaban la independencia de la isla. Se destacó en La Habana.

## Biografía
Era hija del médico Antonio Matías Rubio Valero. Su madre, Prudencia Díaz Díaz-Pimienta, falleció cuando Isabel sólo contaba seis años de edad. Diez años después contrajo matrimonio con Joaquín Gómez Garzón, de cuya unión nacieron Ana María, Isabel, Rosa y Modesto.
Se incorporó al movimiento conspirativo en 1882 y participó en reuniones clandestinas con José Martí en Cayo Hueso y Nueva York cuando se preparaban las condiciones para reiniciar la guerra por la independencia que se llevaba en Cuba en aquellos momentos. Su casa se convirtió en el centro de conspiración más grande en la provincia pinareña.
En la manigua se dedicó a labores de sanidad. En Guane organizó un hospital de sangre y trabajó curando en plena manigua a los mambises revolucionarios. El hospital fue visitado por el Antonio Maceo el 20 de enero de 1896. Durante esa visita le fue concedido a Isabel Rubio el grado de capitán. Durante la segunda campaña de Maceo en la provincia de Pinar del Río, del 15 de marzo al 3 de diciembre de 1896,  recorrió con su hospital de campaña más de 150 km, prestando sus servicios sanitarios a las tropas mambisas.
Desde finales de 1896 tuvo que trasladar frecuentemente el hospital para evitar el asalto de las guerrillas de San Diego de los Baños. Fue sorprendida, ya sexagenaria, en el Hospital de sangre por ella creado en Loma Gallarda, la tarde del 12 de febrero de 1898. La guerrilla de Antonio Llodrás rodeó el campamento y fue herida en una pierna.  Conducida posteriormente en calidad de prisionera de guerra al Hospital de San Isidro de la capital pinareña, fue asistida médicamente porque su curación tardía estaba gangrenada.
Su hermano mayor el doctor Antonio Rubio habría pretendido que fuera trasladada a su consulta particular, pero murió el 15 de febrero de 1898 rodeada de sus sobrinas y sus nietos Rene y Rosa. 